# Lekkoatletyka na Letnich Igrzyskach Olimpijskich 2024 – skok o tyczce kobiet
Turniej kobiet w skoku o tyczce podczas XXXIII Letnich Igrzysk Olimpijskich w Paryżu odbył się w dniach 5 i 7 sierpnia 2024. Do rywalizacji przystąpiło 30 zawodniczek. Areną zawodów był Stade de France.

## Terminarz
godziny zostały podane w czasie CEST
| Data                  | Godzina rozpoczęcia |                 |       |                       |
| --------------------- | ------------------- | --------------- | ----- | --------------------- |
| Data                  | Godzina rozpoczęcia | 5 sierpnia 2024 | 10:40 | kwalifikacje, grupa A |
| kwalifikacje, grupa B |                     | 5 sierpnia 2024 | 10:40 |                       |
| 7 sierpnia 2024       | 18:15               | finał           |       |                       |

## Rekordy
Tabela uwzględnia rekordy uzyskane przed rozpoczęciem zawodów.
|                   | Zawodniczka       | Wynik  | Miejsce | Data             |
| ----------------- | ----------------- | ------ | ------- | ---------------- |
| Rekord świata     | Jelena Isinbajewa | 5,06 m | Zurych  | 28 sierpnia 2009 |
| Rekord olimpijski | Jelena Isinbajewa | 5,05 m | Pekin   | 18 sierpnia 2008 |

## Wyniki

### Kwalifikacje
| Poz. | Grupa | Zawodnik             | Państwo           | Rezultat | Rezultat | Rezultat | Wynik | Uwagi |
| Poz. | Grupa | Zawodnik             | Państwo           | 4.20     | 4.40     | 4.55     | Wynik | Uwagi |
| ---- | ----- | -------------------- | ----------------- | -------- | -------- | -------- | ----- | ----- |
| 1    | A     | Roberta Bruni        | Włochy            | o        | o        | o        | 4.55  | q     |
| 1    | A     | Nina Kennedy         | Australia         | o        | o        | o        | 4.55  | q     |
| 1    | B     | Elisa Molinarolo     | Włochy            | o        | o        | o        | 4.55  | q     |
| 1    | B     | Katie Moon           | Stany Zjednoczone | o        | o        | o        | 4.55  | q     |
| 1    | A     | Angelica Moser       | Szwajcaria        | o        | o        | o        | 4.55  | q     |
| 1    | A     | Amálie Švábíková     | Czechy            | o        | o        | o        | 4.55  | q     |
| 7    | A     | Elina Lampela        | Finlandia         | o        | xo       | o        | 4.55  | q     |
| 7    | A     | Alysha Newman        | Kanada            | o        | xo       | o        | 4.55  | q     |
| 9    | B     | Eliza McCartney      | Nowa Zelandia     | –        | o        | xo       | 4.55  | q     |
| 9    | B     | Wilma Murto          | Finlandia         | –        | o        | xo       | 4.55  | q     |
| 9    | A     | Aikaterini Stefanidi | Grecja            | o        | o        | xo       | 4.55  | q     |
| 12   | B     | Ariadni Adamopoulou  | Grecja            | o        | o        | xxx      | 4.40  | q     |
| 12   | B     | Imogen Ayris         | Nowa Zelandia     | o        | o        | xxx      | 4.40  | q     |
| 12   | B     | Marie-Julie Bonnin   | Francja           | o        | o        | xxx      | 4.40  | q     |
| 12   | A     | Ninon Chapelle       | Francja           | o        | o        | xxx      | 4.40  | q     |
| 12   | A     | Anjuli Knäsche       | Niemcy            | o        | o        | xxx      | 4.40  | q     |
| 12   | A     | Olivia McTaggart     | Nowa Zelandia     | o        | o        | xxx      | 4.40  | q     |
| 12   | B     | Robeilys Peinado     | Wenezuela         | o        | o        | xxx      | 4.40  | q     |
| 12   | B     | Lene Onsrud Retzius  | Norwegia          | o        | o        | xxx      | 4.40  | q     |
| 12   | B     | Tina Šutej           | Słowenia          | o        | o        | xxx      | 4.40  | q     |
| 21   | A     | Juliana de Campos    | Brazylia          | xxo      | o        | xxx      | 4.40  |       |
| 22   | B     | Brynn King           | Stany Zjednoczone | o        | xo       | xxx      | 4.40  |       |
| 22   | B     | Niu Chunge           | Chiny             | o        | xo       | xxx      | 4.40  |       |
| 22   | A     | Bridget Williams     | Stany Zjednoczone | o        | xo       | xxx      | 4.40  |       |
| 25   | A     | Hanga Klekner        | Węgry             | xo       | xo       | xxx      | 4.40  |       |
| 26   | B     | Anicka Newell        | Kanada            | o        | xxo      | xxx      | 4.40  |       |
| 27   | B     | Pascale Stöcklin     | Szwajcaria        | o        | xxx      |          | 4.20  |       |
| 28   | A     | Holly Bradshaw       | Wielka Brytania   | xo       | xxx      |          | 4.20  |       |
| 29   | B     | Molly Caudery        | Wielka Brytania   | –        | –        | xxx      | NM    |       |
|      | A     | Eleni-Klaoudia Polak | Grecja            | o        | xxx      |          | 4.20  | DSQ   |

### Finał
| Poz.   | Zawodnik             | Państwo           | Rezultat | Rezultat | Rezultat | Rezultat | Rezultat | Rezultat | Rezultat | Wynik | Uwagi |
| Poz.   | Zawodnik             | Państwo           | 4.40     | 4.60     | 4.70     | 4.80     | 4.85     | 4.90     | 4.95     | Wynik | Uwagi |
| ------ | -------------------- | ----------------- | -------- | -------- | -------- | -------- | -------- | -------- | -------- | ----- | ----- |
| złoto  | Nina Kennedy         | Australia         | o        | o        | xo       | o        | o        | o        | xr       | 4.90  |       |
| srebro | Katie Moon           | Stany Zjednoczone | o        | o        | o        | o        | xo       | x-       | xx       | 4.85  |       |
| brąz   | Alysha Newman        | Kanada            | o        | xo       | o        | o        | xo       | xxx      |          | 4.85  | NR    |
| 4      | Angelica Moser       | Szwajcaria        | o        | o        | o        | o        | xx-      | x        |          | 4.80  |       |
| 5      | Amalie Svabikova     | Czechy            | o        | o        | xo       | xxo      | xxx      |          |          | 4.80  | NR    |
| 6      | Eliza McCartney      | Nowa Zelandia     | -        | o        | o        | xxx      |          |          |          | 4.70  |       |
| 6      | Elisa Molinarolo     | Włochy            | o        | o        | o        | xxx      |          |          |          | 4.70  | PB    |
| 6      | Wilma Murto          | Finlandia         | o        | o        | o        | xxx      |          |          |          | 4.70  |       |
| 9      | Aikaterini Stefanidi | Grecja            | xo       | o        | o        | xxx      |          |          |          | 4.70  |       |
| 10     | Robeilys Peinado     | Wenezuela         | o        | xo       | xxx      |          |          |          |          | 4.60  |       |
| 11     | Marie-Julie Bonnin   | Francja           | xo       | xo       | xxx      |          |          |          |          | 4.60  |       |
| 12     | Imogen Ayris         | Nowa Zelandia     | xxo      | xo       | xxx      |          |          |          |          | 4.60  | PB    |
| 13     | Olivia McTaggart     | Nowa Zelandia     | o        | xxo      | xxx      |          |          |          |          | 4.60  |       |
| 14     | Roberta Bruni        | Włochy            | o        | xxx      |          |          |          |          |          | 4.40  |       |
| 14     | Ninon Chapelle       | Francja           | o        | xxx      |          |          |          |          |          | 4.40  |       |
| 14     | Anjuli Knäsche       | Niemcy            | o        | xxx      |          |          |          |          |          | 4.40  |       |
| 14     | Elina Lampela        | Finlandia         | o        | xxx      |          |          |          |          |          | 4.40  |       |
| 18     | Lene Onsrud Retzius  | Norwegia          | xo       | xxx      |          |          |          |          |          | 4.40  |       |
| 19     | Tina Sutej           | Słowenia          | xxo      | xxx      |          |          |          |          |          | 4.40  |       |
|        | Ariadni Adamopoulou  | Grecja            |          |          |          |          |          |          |          |       | DNS   |